# Lawrence Hauben
Lawrence Hauben (New York, 3 marzo 1931 – Santa Barbara, 22 dicembre 1985) è stato uno sceneggiatore e attore statunitense.
Insieme a Bo Goldman scrisse la sceneggiatura di Qualcuno volò sul nido del cuculo, per cui vinsero il Golden Globe per la migliore sceneggiatura e l'Oscar alla migliore sceneggiatura non originale nel 1976.

## Filmografia

### Sceneggiatore
- Qualcuno volò sul nido del cuculo (One Flew Over the Cuckoo's Nest), regia di Miloš Forman (1975)

### Attore
Cinema
- Senza un attimo di tregua (Point Blank), regia di John Boorman (1967)

Televisione
- Dove vai Bronson? - serie TV, 1 episodio (1969)
- The Outsider – serie TV, episodio 1x23 (1969)